# Belfast Telegraph
Il Belfast Telegraph è un quotidiano britannico edito a Belfast, capitale dell'Irlanda del Nord, fondato nel 1870 ed edito da Independent News & Media.
Dal 2020 è diretto da Eoin Branningan.

## Storia
Il giornale fu originariamente pubblicato come Belfast Evening Telegraph. La prima edizione, curata da William e George Baird, risale al 1º settembre 1870, costava mezzo penny ed era composta da quattro pagine che trattavano della guerra franco-prussiana e notizie locali.
Il gruppo editoriale Independent News & Media ha acquistato il quotidiano nel marzo del 2000. 
Il Belfast Telegraph è tradizionalmente associato a tendenze unioniste, sebbene sia letto da lettori cattolici e protestanti, ed a una politica editoriale a sostegno del "sindacalismo moderato". I suoi storici concorrenti sono The News Letter e The Irish News.
Fino al 19 febbraio 2005, il quotidiano era edito in formato broadsheet, successivamente convertito in compatto. 
Il giornale pubblica due edizioni quotidiane: il Belfast Telegraph e il North West Telegraph, distribuito a Derry.